# Находское сельское поселение
Находское сельское поселение — упразднённое муниципальное образование в Холмском муниципальном районе Новгородской области России.
Административным центром была деревня Наход, находится к востоку от Холма.
Территория прежнего сельского поселения расположена на юге Новгородской области. По этой территории протекают реки Большой Тудер, Батутинка и др.

## Населённые пункты
Сельское поселение включало 28 населённых пунктов — посёлок Радилово и 27 деревень: Беззабочая, Бобовище, Борисово, Высокое, Груздиха, Демидово, Дол, Долгие Нивы, Залесье, Ильинское, Каменка, Котицы, Красный Клин, Лосиная Голова, Мамоново, Наход, Поляни, Ратно, Сельцо, Сидоровка, Сопки, Стифоновка, Сырмолоты, Федулы, Филино, Четовизня и Ямищи.

## История
Находское сельское поселение было образовано в соответствии с законом Новгородской области от 11 ноября 2005 года № 559-ОЗ, а за год,
постановлением Новгородской областной Думы № 799-III ОД от 29 сентября 2004 года в связи с утратой признаков населённых пунктов были упразднены — деревни Находского сельсовета: Боковая, Бобяхтино, Варухино, Извозное и Лесутино.
В соответствии с областным законом № 727-ОЗ, с 12 апреля 2010 года Тогодское сельское поселение и Находское сельское поселение преобразованы во вновь образованное муниципальное образование Тогодское сельское поселение.